# Software sociale
Il termine software sociale  riguarda tutte quelle applicazioni software che consentono agli individui di incontrarsi, interagire e collaborare in rete ed, in particolare, di creare comunità on-line.

## Cos'è un software sociale
Il termine software sociale sottolinea la dimensione di interazione sociale sviluppata in rete mediante appositi strumenti software e comprende sia i media tradizionali, come le mailing list o Usenet, sia le più recenti applicazioni software, come i blog o i wiki. Alcuni affermano che il software sociale è riferito non ad un unico tipo di software, bensì ai più numerosi modelli di interazione offerti dalla Comunicazione mediata dal computer ed implementati per la formazione di community. Secondo tale prospettiva gli utenti possono formare comunità on-line usufruendo dei seguenti modelli di comunicazione, differenti per tipo di software adottato: “uno-a-uno” (posta elettronica o messaggistica istantanea), “uno-a-molti” (blog) e “molti-a-molti” (wiki). Il più specifico termine software collaborativo riguarda, invece, i sistemi di lavoro basati sulla cooperazione.
Il software sociale, quindi, è strettamente connesso al mondo delle community e al loro processo di creazione ed è basato sul modello “bottom-up”, in cui gli obiettivi e l'organizzazione dei contenuti sono stabiliti dagli stessi membri della comunità, contrapposto a quello “top-down”, in cui i ruoli degli utenti sono rigidamente determinati da un'autorità esterna e circoscritti da specifici meccanismi software. 
Il termine non ha solo connotazione tecnica, ma anche ideologica, poiché si contrappone alla chiusura della produzione della conoscenza e dello sviluppo di interazioni, per abbracciare i concetti di intelligenza sociale e open content.

## Tematiche legate al web 2.0
Le tematiche legate alle nuove tecnologie Web 2.0, vengono approfondite grazie al progetto Software Sociale, tale progetto offre un ampio spazio di condivisione e collaborazione a tutti coloro che sono interessati, caratterizzando la nuova generazione di internet. Creato attraverso il sistema CMS di Joomla!, il portale Software Sociale intende presentare tempestivamente le molte novità Web 2.0 e una panoramica completa sugli strumenti di software sociale rivolgendosi a tutti gli utenti della rete l'attenzione degli autori è puntata in particolare alle necessità delle imprese e all'utilizzo che di queste tecnologie potrebbero fare per rendere le loro organizzazioni più collaborative e produttive. Nel fare questo hanno utilizzato le molte fonti autorevoli (Gartner Group, Forrester Research, McKinsey) che attraverso ricerche di mercato, report di approfondimento, analisi delle tecnologie e delle architetture proposte dai vendor ecc. forniscono informazioni utili alle aziende nella scelta di strumenti di software sociale. A questo proposito viene attivato un osservatorio enterprise 2.0 che fornirà informazioni utili a seguire le iniziative, gli eventi, le iniziative e l'andamento del mercato italiano e internazionale. Il portale è aperto alla collaborazione e ai contributi di tutti e tratta indistintamente di software sociali quali YouTube, di social networks di tipo professionale quali Linkedin, di tecnologie CMS quali Plone o Joomla! per la realizzazione di ambienti collaborativi, intranet e social networks aziendali ma anche delle molte applicazioni, rivolte a un uso sia personale che aziendale, apparse negli ultimi anni nel mondo della rete e che hanno fatto la fortuna di aziende quali Facebook, Flickr, Socialtext e altre. Quello che colpisce leggendo la storia del web è che, da sempre, i suoi ideatori avessero in mente uno spazio dove il lettore e l'autore fossero entrambi in grado di contribuire attivamente al processo di sviluppo della conoscenza. L'idea che c'è alla base è quella dell'ipertesto aperto. Se si pensa un attimo all'uso del web così come noi oggi lo conosciamo, sembra evidente che le cose siano andate in un altro modo: al web sono state applicate le logiche mediali che tanto gli autori quanto gli spettatori hanno imparato a conoscere attraverso i mezzi di comunicazione di massa. La logica del portale multifunzionale, quella della vendita degli spazi pubblicitari, le offerte di connettività che privilegiano il canale di download a quello di upload, l'attenzione all'auditel nella sua versione riveduta e corretta di audiweb, costituiscono altrettanti esempi di questo modo di intendere il web come un mezzo di comunicazione “a sola lettura”.

## Strumenti di software sociale
Le applicazioni software sociale comprendono sia tool di comunicazione, sia tool di interazione. I primi sono solitamente asincroni, i secondi, invece, possono essere sincroni o asincroni. Molteplici sono le attività che essi consentono: la comunicazione, la conversazione o la scrittura o lo sviluppo di relazioni tra gli utenti al fine di individuare un fine comune da perseguire. Tra gli strumenti più diffusi di software sociale abbiamo le chat, i forum, le videoconferenze, i blog, i wiki e molti altri mezzi di comunicazione, condivisione e interazione sociale.

## Semplificare l'utilizzo del software sociale
Per utilizzare il Software Sociale c'è bisogno di alcuni requisiti che rendano più semplice l'utilizzo del software sociale; Tali requisiti sono:
- Un utilizzo continuo del social software sul posto di lavoro in modo tale da facilitarne l'utilizzo grazie alla pratica.
- Possibilità di avvalersi di un “aiuto esterno” o tutoraggio da parte di esperti, che già da tempo utilizzano il software sociale.
- Supporto organizzativo e ict

## Il Software Sociale per la formazione
Il software sociale permette di attivare scambi relazionali on-line a distanza. Questa nuova modalità di comunicazione si dimostra essere un mezzo particolarmente efficiente per l'ambito della formazione. È possibile infatti progettare e sviluppare percorsi formativi che utilizzano il Web 2.0 come sede di apprendimento, sperimentando così i canali digitali come mezzo di formazione rivolta a più contesti di interesse: scuola, università, mondo del lavoro, interessi personali. L'adattabilità del software sociale a diversi ambiti di riferimento è da attribuirsi alla sua natura collaborativa. Sono infatti i gruppi che stabiliscono i contenuti da analizzare e le modalità attraverso le quali avviene lo scambio di informazioni, pensieri, emozioni, dando vita ad una didattica completamente nuova che vanta come caratteristica principale proprio l'interattività. Si assiste al passaggio della formazione tradizionale a una formazione dinamica, che permette l'acquisizione del sapere in modo collaborativo. Il Web 2.0 concede all'utente di leggere e scrivere direttamente in rete, si pensi per esempio alla piattaforma Moodle, ciò rappresenta una grande innovazione che facilita le modalità di apprendere contenuti che possono essere pertanto condivisi e rielaborati da comunità di pratica, semplificando anche i processi per gestire l'Information overload. Risulta chiaro l'intento di promuovere un apprendimento di tipo informale basato su forme di conoscenza partecipativa che permettono la creazione e la gestione di progetti abbattendo le barriere del tempo e dello spazio.

## La formazione online e i software sociali
La Formazione online, è oggi possibile grazie all'utilizzo di specifici software sociali. Essa è per l'appunto una metodologia integrativa (non solo integrativa) all'insegnamento in aula, che offre la possibilità di apprendere avvalendosi della rete internet con la possibilità di scaricare dispense di studio, svolgere esercitazioni e partecipare ai forum senza vincoli di orario.
I corsi online si svolgono di solito interamente a distanza e in modalità asincrona, ossia non necessitano di una presenza contemporanea di tutor e partecipante. Generalmente i corsi online, sono quasi sempre assistiti da un tutor facilitatore o esperto della materia che svolge diverse funzioni:
- è a disposizione di tutti i partecipanti per qualsiasi necessità che sia tecnica o di contenuto;
- rende disponibile il materiale del corso indicato nei diversi moduli;
- si interessa di animare i vari confronti tra i partecipanti e modera i forum didattici attivati;
- verifica l'apprendimento dei vari partecipanti e invia un feedback sull'esito di ciascuna prova.

## Software sociali più utilizzati

### Il Blog
Alcuni dei software sociali più utilizzati anche per la formazione sono i blog che rappresentano un nuovo contesto di comunicazione dinamica. Il blog può richiamare una forma di diario personale, un modo per relazionarsi con gli altri, uno strumento che consente di esplicitare le proprie idee e le proprie riflessioni. Grazie alla sua facilità d'uso e al suo essere uno spazio libero dov'è possibile confrontarsi con una moltitudine di persone, questa nuova modalità di interazione si presta ad essere utilizzata anche a scopo formativo.I blog, se inseriti in specifici percorsi di formazione, possono rendere i fruitori soggetti attivi, questi infatti hanno la possibilità di collaborare e dare origine a discussioni spesso anche attraverso l'organizzazione in piattaforme online. In questo modo lo scambio di idee e contenuti avviene con estrema fluidità in un ambiente che prevede una comunicazione a distanza.

### Il Wiki
Un altro importante software sociale molto utilizzato è il Wiki, ovvero una pagina dotata di diversi documenti ipertestuali che viene continuamente aggiornata e modificata dalle persone che ne usufruiscono. I contributori della pagina possono essere anonimi o registrati. Tutti hanno la possibilità di scrivere, cancellare, modificare parole, paragrafi che ritengono inadeguati o inopportuni. Il Wiki rappresenta un nuovo modo di scrivere collettivamente e di comunicare virtualmente con gli altri; un modo innovativo di scambiarsi e produrre conoscenze e saperi. Il Wiki può essere inserito e applicato in diversi ambiti educativi e formativi, ma anche nelle organizzazioni e nelle imprese.